# Saint-Hilaire-le-Vouhis
Saint-Hilaire-le-Vouhis is een gemeente in het Franse departement Vendée (regio Pays de la Loire) en telt 842 inwoners (2004). De plaats maakt deel uit van het arrondissement La Roche-sur-Yon.

## Geografie
De oppervlakte van Saint-Hilaire-le-Vouhis bedraagt 29,3 km², de bevolkingsdichtheid is 28,7 inwoners per km².
De onderstaande kaart toont de ligging van Saint-Hilaire-le-Vouhis met de belangrijkste infrastructuur en aangrenzende gemeenten.

## Demografie
Onderstaande figuur toont het verloop van het inwonertal (bron: INSEE-tellingen).

1. ↑  Populations de référence 2022.